# Ein Hauch von Amerika
Ein Hauch von Amerika ist eine historische Serie, die unter der Federführung des Südwestrundfunks entstand und am 24. November 2021 in der ARD Mediathek veröffentlicht wurde.

## Handlung
1951 im fiktiven Pfälzer Ort Kaltenstein. Mehrere Jahre nach dem Ende des Zweiten Weltkriegs sind dort noch US-Soldaten stationiert. Während die Bürgermeistertochter Erika Strumm die Anwesenheit der Amerikaner begrüßt, weil durch sie ein lockerer Lebensstil Einzug in das Städtchen hält, ist ihre beste Freundin Marie Kastner zurückhaltender. Nachdem die Ernte der Kastners durch eine Truppenübung weitgehend vernichtet wird und dann auch noch der Acker für ein Krankenhaus zwangsenteignet wird, steht die Familie vor dem Ruin. Die kluge und couragierte Marie legt erfolglos Beschwerde bei den Amerikanern ein, erhält aber wenigstens einen Job als Hausmädchen in der Villa des amerikanischen Colonels McCoy.
Der schwarze US-amerikanische Soldat George Washington, der ebenfalls bei der Truppenübung dabei war, sucht zunehmend den Kontakt zu Marie. Er beobachtet sie bei der Arbeit bei den McCoys und bietet ihr immer wieder einen Schadenersatz für die entfallende Ernte an. Darauffolgend lädt Lieutenant Bill Erika zu einem Kinobesuch ein, bei dem ihre gute Freundin Marie sie begleitet. Dort sieht Marie George mit einem anderen Dorfmädchen in Begleitung. Marie wird dadurch eifersüchtig. Als er später bei ihr um ein Zimmer zur Miete anfragt, spricht sie ihn darauf an. Er beschwichtigt sie und sagt ihr erstmalig, dass er sie liebt. Da sie bereits in einer Beziehung mit Siegfried, dem Bruder von Erika, ist und aus Gründen der Vorurteile gegen schwarze Menschen reagiert sie sehr abweisend. Da Familie Kastner finanziell sehr schlecht gestellt ist, erlaubt sie jedoch, dass er als Mieter einziehen darf. Parallel dazu entfernt sich Erika immer weiter von ihren Eltern und hält sich oft bei den US-Soldaten, besonders bei Lieutenant Bill, auf. Als eines Abends der Colonel den Bürgermeister zu einer Tanzveranstaltung einlädt und seine Tochter Erika dort leicht bekleidet tanzt, schickt er sie kurzerhand als Bestrafung in ein Frauenkloster. Im Kloster lernt Erika eine Prostituierte kennen, die ihr hilft, einen Brief an Marie zu schicken. Marie ist sehr betroffen und versucht erfolglos, mit den Eltern von Erika zu sprechen. Der verschollen geglaubte Siegfried kommt wieder nach Hause. Marie bittet ihn, bei seinen Eltern dafür zu sorgen, dass Erika zurück nach Hause geschickt wird. Als Erika wieder in Kaltenstein ist, fragt sie Marie, was zwischen George und ihr sei. Marie lügt und gibt vor, keinen Kontakt mehr mit ihm zu haben. Das Verhalten von Erika nach dem Klosteraufenthalt ähnelt sehr dem vor dem Klosteraufenthalt, insbesondere ist sie nun noch öfter bei Lieutenant Bill. Marie und Siegfried haben starke Schwierigkeiten, sich wieder anzunähern und so kommt es, dass Marie die geplante Hochzeit kurzfristig absagt. Sie folgt zunehmend ihren Gefühlen zu George. Amy McCoy, bei welcher Marie als Hausmädchen angestellt ist, wird immer mehr zu ihrer Vertrauensperson und erfährt von der Liebe zwischen den beiden. Sie rät ihnen, in die sich noch im Aufbau befindende DDR zu immigrieren. Währenddessen schläft Erika mit Lieutenant Bill und zweien seiner Freunde. Dabei wird sie schwanger und lässt das Kind daraufhin abtreiben. Erika, die mittlerweile mitbekommen hat, dass Marie sich von Siegfried getrennt hat und mit George liiert ist, behauptet fälschlicherweise beim Colonel, dass George sie vergewaltigt habe. George kommt ins Gefängnis und seine Freundin Marie versucht, Beweise für seine Unschuld zu finden. Schlussendlich droht sie dem Colonel, zu melden, dass seine Ehefrau dem Liebespaar geraten hatte, in die DDR auszuwandern. Das will der Colonel nicht riskieren und entlässt George aus dem Gefängnis. In der Schlussszene fahren Marie und George gemeinsam in die DDR.

## Charaktere
- Marie Kastner: Marie ist seit langem mit Siegfried, dem Bruder ihrer besten Freundin Erika, verlobt. Auch Jahre nach Kriegsende hat sie die Hoffnung noch nicht aufgegeben, dass Siegfried noch lebt. Dennoch verliebt sie sich in George, was sie aber lange unterdrückt. Die Bauerstochter ist eine kluge und verantwortungsbewusste junge Frau. Trotz der Armut ihrer Familie gibt sie sich Mühe, das Beste aus ihrem Leben zu machen und ihre Familie zu unterstützen. In kurzer Zeit lernt sie, gut Englisch zu sprechen, zudem ist sie eine begabte Zeichnerin. Amy McCoy, die Frau des Colonels, entdeckt Maries Talent und fördert sie, indem sie ihr die Kunst nahebringt und ihr Bücher ausleiht.
- Erika Strumm: Erika ist Maries beste Freundin. Da ihr Vater der Bürgermeister und geschäftlich erfolgreich ist, ist sie finanziell gut versorgt. Sie, ihr Bruder und Marie halten seit ihrer Kindheit zusammen. Erika genießt lange das Leben in vollen Zügen und reizt die Grenzen des Anstands, wie sie in den 1950er-Jahren herrschen, voll aus. So geht sie mit US-Soldaten aus und tritt als Tänzerin in der Dorfkneipe auf. Ihr erklärtes Ziel ist es, den Adjutanten des Colonels zu heiraten und mit ihm nach Amerika, ins Land der Freiheit, zu gehen. Ihre Zügellosigkeit bringt sie immer wieder in Schwierigkeiten, bis es zur Katastrophe kommt.
- George Washington: Private George Washington ist ein Soldat der Panzerdivision, die auf dem Kaltensteiner US-Stützpunkt stationiert ist. Seit er versehentlich die Ernte der Kastners mit seinem Panzer zerstört hat, ist er auf Marie aufmerksam geworden und hat sich in sie verliebt. Er tut alles, um mit ihr anzubändeln. Als Afro-Amerikaner hat er auch in der Armee mit Repressalien zu kämpfen, versucht jedoch stets, Haltung zu wahren.
- Siegfried Strumm: Er ist Maries Verlobter und Erikas Bruder. Nach vielen Jahren in russischer Kriegsgefangenschaft kehrt er unerwartet in seine Heimatstadt zurück. Er will dort weitermachen, wo er aufgehört hat, aber die Welt hat sich seither verändert. Er leidet stark unter seiner Zeit im Lager, was immer wieder zu Ausbrüchen und zu Gewalttätigkeiten führt. Als er von Maries Gefühlen für George erfährt, will er sie noch mehr für sich besitzen. Beides führt schließlich dazu, dass sich Marie von ihm trennt.
- Friedrich Strumm: Er ist der Bürgermeister von Kaltenstein und Vater von Erika und Siegfried. Ursprünglich ebenfalls Bauer und Nachbar der Kastners, kam er während des Dritten Reichs als Parteifunktionär zu Ansehen und Macht. So konnte er Haus und Firma eines vertriebenen Juden günstig erwerben und kam dadurch zu Wohlstand.
- Colonel McCoy: Er ist der Oberbefehlshaber des US-Stützpunkts von Kaltenstein. Er pflegt ein joviales Verhältnis zu Bürgermeister Strumm und toleriert lange dessen Vergangenheit. Eigentlich ist der Colonel aber ein fairer und pragmatischer Mann. Da er die Kastners nicht für ihren Acker entschädigen kann, stellt er Marie als Hausmädchen in seiner Villa an.
- Amy McCoy: Mrs. Amy, die Frau des Colonels, ist ursprünglich eine Deutsche, die aber während des Dritten Reichs nach Amerika flüchten musste und dort sesshaft wurde. Sie hat ein großes Interesse an Kunst und Literatur und neigt kommunistischen Ansichten zu. Sie erkennt das Potenzial in Marie, die sie behutsam fördert. Als sie von der Beziehung zwischen George und Marie erfährt, schlägt sie den beiden vor, zu ihrer Cousine in die DDR zu flüchten.
- Bill Meadows: McCoys Adjutant vom Rang eines Lieutenant. Er und Erika finden Gefallen aneinander und gehen gern und oft miteinander aus. Für ihn ist dieses Verhältnis aber nur eine Abwechslung, da er eine Ehefrau zuhause hat, was er Erika aber lange verheimlicht. Bill spricht sehr gut Deutsch, weswegen er häufig als Dolmetscher fungiert.
- Vinzenz Kastner: Er ist Maries jüngerer Bruder und aufgrund einer Behinderung nur eingeschränkt arbeitsfähig, doch sein Geschäftssinn macht das doppelt wett. Als er durch George günstig an amerikanische Waren kommt, beginnt er einen Bauchladen-Handel. Am Ende der Serie übernimmt er zusammen mit seiner Freundin die Dorfkneipe.

## Episodenliste
Ein Hauch von Amerika wurde am 24. November 2021 in der ARD Mediathek veröffentlicht und zwischen 1. Dezember 2021 und 8. Dezember 2021 auf Das Erste erstausgestrahlt.
| Nr. (ges.) | Nr. (St.) | Originaltitel             | Erstveröffentlichung | Erstausstrahlung im TV (Das Erste) |
| ---------- | --------- | ------------------------- | -------------------- | ---------------------------------- |
| 1          | 1         | Willkommen in Kaltenstein | 24. Nov. 2021        | 1. Dez. 2021                       |
| 2          | 2         | Frei sein                 | 24. Nov. 2021        | 1. Dez. 2021                       |
| 3          | 3         | Schulter an Schulter      | 24. Nov. 2021        | 4. Dez. 2021                       |
| 4          | 4         | Vergiss die Amis          | 24. Nov. 2021        | 4. Dez. 2021                       |
| 5          | 5         | Freunde und Feinde        | 24. Nov. 2021        | 8. Dez. 2021                       |
| 6          | 6         | Kein Ort zum Leben        | 24. Nov. 2021        | 8. Dez. 2021                       |

## Rezeption
In mehreren Zeitschriften wird die Handlung der Serie als seicht beurteilt. Heidböhmer kritisiert im Stern, dass die Serie das alte Klischee der Frau zwischen zwei Männern bediene und die Handlung vorhersehbar sei. Auch die FAZ-Journalistin Hupertz sieht in der Serie ein ahistorisches Nostalgiefernsehen voller stereotyper Figuren.